# Glasgow (Virginia Occidentale)
Glasgow è un comune degli Stati Uniti d'America, situato nello Stato della Virginia Occidentale, nella Contea di Kanawha.